# Novoukrajinka (Rovenská oblast)
Novoukrajinka (ukrajinsky Новоукраїнка; dříve česky Ledochovka, Leduchovka, Šalava) je vesnice v Rovenské oblasti na Ukrajině. Leží na dálnici M-19 (E85) mezi Dubnem a Luckem. Žije zde přibližně 500 obyvatel. Obec byla založena po první světové válce, v roce 1921. Byla zakoupena od polského hraběte Lidochowskiego a podmínkou bylo, aby se obec jmenovala po něm. Za to daroval zdarma pozemek na hřbitov a školu. Předtím se jmenovala folvarek Šalava.
Bývala to jedna z obcí osídlených Volyňskými Čechy.